# Neda Miranda Blažević-Krietzman
Neda Miranda Blažević-Krietzman je hrvatska književnica, slikarica, kiparica i fotografkinja. Živi u SAD-u.
Objavila je deset zbirka pjesama. Prvu je objavila 1976. godine. To je bila zbirka Zebra. Objavila je i zbirku pripovjedaka Marilyn Monroe, moja majka.

## Nagrade
- Nagrada "Tin Ujević" 2012. za zbirku pjesama Vezuvska vrata[2]